# Чэнь Сюанью
Чэнь Сюанью (кит. трад. 陳玄祐, упр. 陈玄佑, пиньинь Chén Xuányòu; ок. VII — X вв.) — китайский писатель эпохи Тан, автор фантастической новеллы «Рассказ о том, как душа покинула тело» (в другом переводе «Душа, расставшаяся с телом»), сюжет которой использовал Чжэн Гуан-цзу в своей знаменитой пьесе «Домашних духов обманув, душа Цянь-нюй расстаётся с телом».